# 旧交通銀行ビル
交通銀行ビル（こうつうぎんこ-）は中華人民共和国上海市外灘地区に位置する建築物。地名を使って外灘14号とも呼ばれる。
イギリスの有名資本Dent&Co.が建設したが、19世紀の後半にその後経営に失敗すると独清銀行に買い取られた。1919年に第一次世界大戦が終結するとドイツ資本であったこのビルは中華民国に接収されて交通銀行上海支店が使用するようになった。
1928年以来、中華民国政府は北京市から南京市に遷都、それに伴いこのビルに交通銀行の本店があったが、1937年に日中戦争が勃発すると本店は重慶市に移転した。
第二次大戦後、このビルは更に再建して、アールデコ調の建物に立て直された。このため交通銀行ビルは上海外灘の建物の中で最も新しい。
1951年、交通銀行本店は北京市に移転しに、現在は上海労働組合が使用している。